# Hulstaertia
Hulstaertia is een geslacht van rechtvleugeligen uit de familie veldsprinkhanen (Acrididae). De wetenschappelijke naam van dit geslacht is voor het eerst geldig gepubliceerd in 1931 door Ramme.

## Soorten
Het geslacht Hulstaertia  is monotypisch en omvat slechts de volgende soort:
- Hulstaertia cinnabarina (Ramme, 1931)